# Klaus Locher
Klaus Locher ist ein deutscher Volkswirt und war von 1981 bis 2010 Professor an der Hochschule Kehl.

## Leben
Locher bestand im Jahr 1967 Staatsprüfung für den gehobenen Verwaltungsdienst. Nach Tätigkeiten in Neuenbürg und Stuttgart begann er im Jahr 1972 sein Studium an der Universität Tübingen (Volkswirtschaftslehre, daneben Philosophie, Soziologie, Politikwissenschaft, Musikwissenschaft), das er im Jahr 1978 als Diplom-Volkswirt abschloss. Bevor er im Jahr 1981 an die Hochschule Kehl berufen wurde, war er Wissenschaftlicher Assistent an der Universität Passau. 
In der Diskussion um die Agenda 2010 betätigte er sich als Mitunterzeichner von Den Reformaufbruch wagen! - Aufruf von 250 Ökonomen an die politischen Entscheidungsträger.

## Schriften (Auswahl)
- Klaus Locher: Mindestpreise als Instrumente der Verteilungspolitik. In: Wirtschaftswissenschaftliches Studium. Beck, München 1995. ISSN 0340-1650. S. 535–538
- Klaus Locher: Zur Förderung von Forschung und Entwicklung an Fachhochschulen für öffentliche Verwaltung. In: Verwaltungsarchiv. – Heymanns, Köln 1993. ISSN 0042-4501. S. 467
- Klaus Locher: Auswege aus Gefangenen-Dilemma-Situationen. In: Wirtschaftswissenschaftliches Studium. Beck, München 1991. ISSN 0340-1650. S. 60–64
- Klaus Locher: Ersatz der Kraftfahrzeugsteuer durch eine Mineralölsteuererhöhung? In: Internationales Verkehrswesen. DVV Media Group, Hamburg 1991. ISSN 0020-9511. S. 244–250
- Klaus Locher: Struktur und Erscheinungsformen des Gefangenen-Dilemmas. In: Wirtschaftswissenschaftliches Studium. Beck, München 1991. ISSN 0340-1650. S. 19–24
- Klaus Locher: Kommunale Bibliotheken. In: Jahrbuch für Sozialwissenschaft 41. Vandenhoeck & Ruprecht, Göttingen 1990. ISSN 0075-2770. S. 264–274
- Klaus Locher (Ko-Autor): Statistik in der öffentlichen Verwaltung. Kohlhammer, Stuttgart 1990. ISBN 3-17-010963-4
- Klaus Locher: Zur Ökonomie des Rauschgift-Verbots. In:  Wirtschaftswissenschaftliches Studium. Beck, München 1989. ISSN 0340-1650. S. 149–151